# Juan José Vilatela
Juan José Vilatela García es un ingeniero físico mexicano por la Universidad Iberoamericana y doctor en Ciencias en Ingeniería de Materiales por la Universidad de Cambridge reconocido en el campo de la nanotecnología por sus investigaciones sobre el desarrollo de una fibra textil basada en nanotubos de carbonos y en materiales nanocompuestos funcionales. Labora en el Instituto IMDEA Materiales como Jefe del Grupo de nanomateriales multifuncionales en España.

## Estudios
En 2003, durante sus estudios en la Universidad Iberoamericana, estuvo en una estancia de investigación en el departamento de materiales del Instituto Potosino de Investigación Científica y Tecnológica con una duración de tres meses. En 2004 fue beneficiario de una beca para poder participar en una estancia de investigación en el departamento de materiales del Instituto Politécnico Rensselaer en Nueva York durante tres meses. Continuó sus estudios de doctorado en la Universidad de Cambridge (2005-2009) y de posdoctorado en la misma institución (2009-2011).

## Contribuciones a la nanotecnología
Durante sus estudios, su investigación principal se centró en el desarrollo de una nueva fibra textil a base de nanotubos de carbono. Científicamente, su interés se encuentra en los materiales compuestos nanoestructurados, producidos ensamblando su nanoestructura y como resultado obtener un sistema macroscópico. Su diseño jerárquico permitirá obtener nuevos compuestos multifuncionales de gran interés industrial.
Vilatela ha trabajado con nanotubos de carbono, celulosa, grafenos, nanopartículas de silicio, matrices poliméricas termoplásticas, elastoméricas y epóxicas. Es conocedor de técnicas convencionales de caracterización y está interesado en la espectroscopia de Raman, así como en la difracción de rayos X de sincrotrón para el estudio de la evolución estructural de los nanocompuestos durante deformaciones mecánicas.
Vilatela ha realizado publicaciones en diversos temas de nanotecnología como fibras de nanotubos de carbono de alto rendimiento, procedimiento de fabricación de materiales plásticos para envases que funcionan como doble barrera al oxígeno, agua y dióxido de carbono, utilizando polímeros o copolímeros conjuntamente con estructuras submicrónicas de carbono, nitrógeno y/u óxido de silicio, proceso para la producción de estructuras submicrónicas de carbono con morfología tubular.

## Líneas de investigación
- Materiales Nanocompuestos Multifuncionales basado en Fibra continua de Nanotubos de Carbono (MUFIN).
- Desarrollo de resinas epoxi aditivadas con nanotubos de carbón para cables de fibras de altas prestaciones (CAREFIB).
- Fabricación de materiales híbridos nano carbono-inorgánico para producción fotocatalítica de hidrógeno (CARINHYPH).

## Reconocimientos
Fue miembro fundador de Cambridge CNT Society y organizador de su conferencia anual (2007-2009) y miembro del Sistema Nacional de Investigadores de CONACYT en México.